# Oblast Odessa
Die Oblast Odessa (ukrainisch Одеська область Odeska oblast; russisch Одесская область Odesskaja oblast) ist eine von 25 Verwaltungseinheiten (Oblasten) der Ukraine und hat 2.368.107 Einwohner (Anfang 2021; de facto).

## Geografie
Die Oblast Odessa liegt im Südwesten der Ukraine mit Zugang zum Schwarzen Meer, das gleichzeitig die südöstliche Grenze darstellt. Sie besteht aus zwei historischen Landschaften: Östlich des Dnister liegt Jedisan, westlich davon der Budschak als südlicher Teil Bessarabiens. Hier liegt auch der größte natürliche See der Ukraine, der 149 km² große Jalpuhsee.
Im Westen liegt die Republik Moldau und im Süden Rumänien. Die früher zu Rumänien gehörige Schlangeninsel gehört zur Oblast Odessa. Die Oblast Winnyzja liegt im Norden der Oblast, im Osten die Oblast Mykolajiw. Im Nordosten bildet der Südliche Bug die Grenze zur Oblast Kirowohrad.
Die Oblast wurde im Verband der Ukrainischen SSR 1932 gegründet und erhielt ihren heutigen Gebietsumfang mit der Einverleibung der Oblast Ismajil im Februar 1954.
Mit dem Bau eines Staudammes für den Sassyksee 1978 ist ein 210 km² großer Süßwassersee im trockenen westlichen Teil der Oblast entstanden.

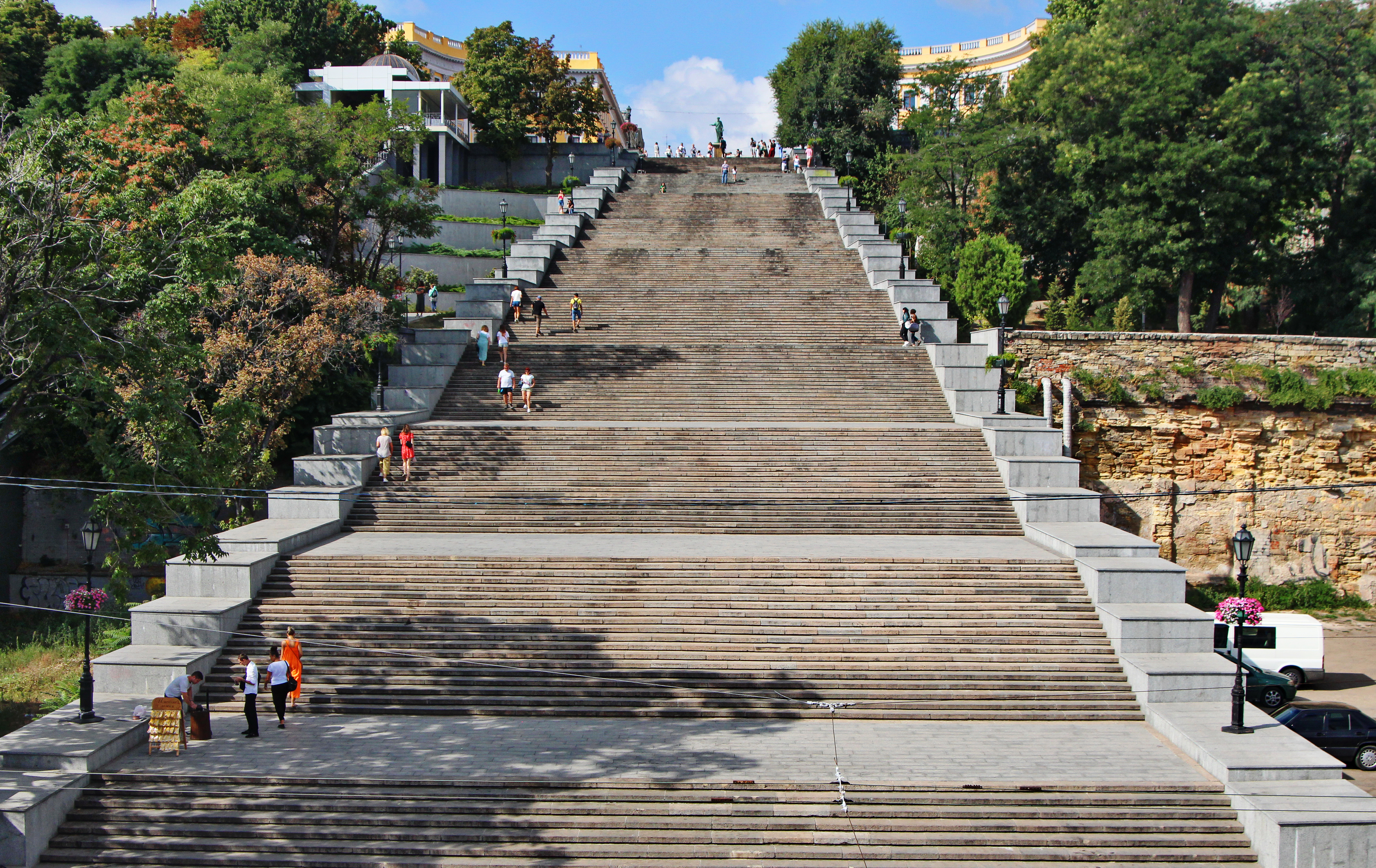
Potemkinsche Treppe in der Oblasthauptstadt Odessa
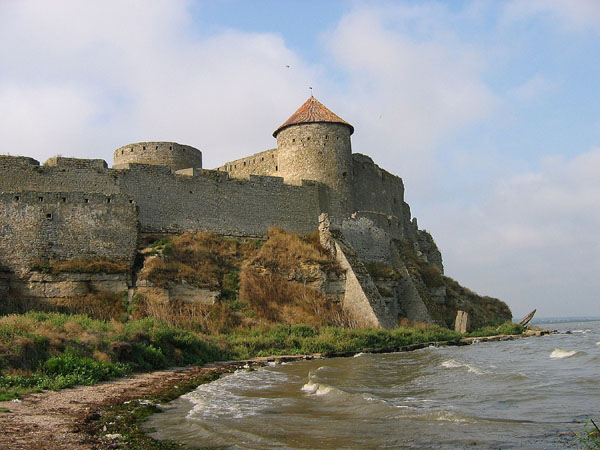
Festung Akkerman in Bilhorod-Dnistrowskyj
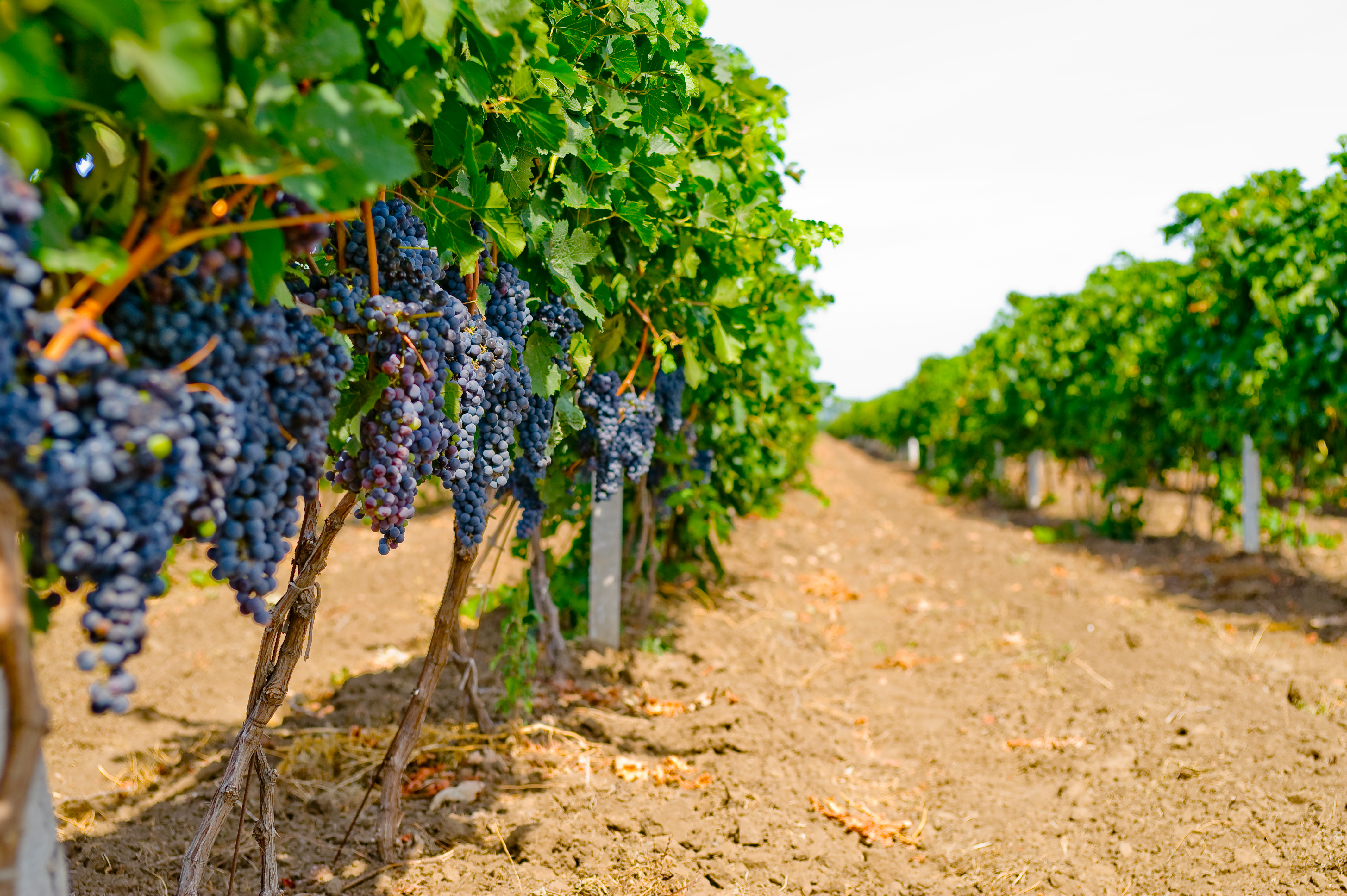
Merlot-Rebzeile beim Dorf Schabo

## Geschichte
Die Oblast Odessa wurde am 27. Februar 1932 bei der Einteilung der USSR in Oblaste gegründet.
Am 22. September 1937 kam ein Teil der Oblast zur neu gebildeten Oblast Mykolajiw und am 10. Januar 1939 ein weiterer zur neu gebildeten Oblast Kirowohrad. Am 13. August 1940 wurden 8 von 14 Rajonen der aufgelösten Moldauischen ASSR in die Oblast eingegliedert. Am 15. Februar 1954 wurde die Oblast Ismajil aufgelöst und in die Oblast Odessa eingegliedert. Insgesamt 9 Rajone der Oblast Odessa kamen 1954 zur Oblast Mykolajiw und zur Oblast Kirowohrad.
Im Jahr 1991 wurde die damals zur USSR bzw. UdSSR gehörende Oblast nach dem Referendum über die Unabhängigkeit der Ukraine Staatsgebiet der Ukraine. Das Referendum ergab, dass von den Wählern in der Oblast Odessa 11 % gegen und 85 % für die Unabhängigkeit der Ukraine von der Sowjetunion stimmten.
Die Oblast unterhält eine Partnerschaft mit dem deutschen Land Bremen.

## Verwaltungsgliederung
Die Oblast Odessa ist verwaltungstechnisch in 7 Rajone unterteilt; bis zur großen Rajonsreform am 18. Juli 2020 war sie in insgesamt 26 Rajone sowie sieben direkt der Oblastverwaltung unterstehende (rajonfreie) Städte unterteilt. Dies waren folgende Städte:
- Bilhorod-Dnistrowskyj
- Ismajil
- Juschne
- Podilsk
- Odessa
- Teplodar
- Tschornomorsk

### Rajone der Oblast Odessa mit Daten
| Rajon                       | Rajon                                                    | Verwaltungssitz       | Fläche | Weitere frühere (bis 2020) Rajonzentren und rajonfreie Städte      |
| deutsche Bezeichnung        | ukrainische Bezeichnung Transkription                    | Transkription         | km²    | Weitere frühere (bis 2020) Rajonzentren und rajonfreie Städte      |
| --------------------------- | -------------------------------------------------------- | --------------------- | ------ | ------------------------------------------------------------------ |
| Rajon Beresiwka             | Березівський район Beresiwskyj rajon                     | Beresiwka             | 5.546  | Iwaniwka, Mykolajiwka, Schyrjajewe                                 |
| Rajon Bilhorod-Dnistrowskyj | Білгород-Дністровський район Bilhorod-Dnistrowskyj rajon | Bilhorod-Dnistrowskyj | 4.368  | Sarata, Tatarbunary                                                |
| Rajon Bolhrad               | Болградський район Bolhradskyj rajon                     | Bolhrad               | 4.490  | Arzys, Tarutyne                                                    |
| Rajon Ismajil               | Ізмаїльський район Izmajilskyj rajon                     | Ismajil               | 3.237  | Kilija, Reni                                                       |
| Rajon Odessa                | Одеський район Odeskyj rajon                             | Odessa                | 3.878  | Biljajiwka, Dobroslaw, Juschne, Owidiopol, Teplodar, Tschornomorsk |
| Rajon Podilsk               | Подільський район Podilskyj rajon                        | Podilsk               | 7.057  | Ananjiw, Balta, Kodyma, Ljubaschiwka, Okny, Sawran                 |
| Rajon Rosdilna              | Роздільнянський район Rosdilnjanskyj rajon               | Rosdilna              | 3.572  | Sachariwka, Welyka Mychajliwka                                     |

Bis 2020 gab es folgende Rajonsaufteilung:

Karte der Rajone und rajonfreien Städte der Oblast (bis 2020)

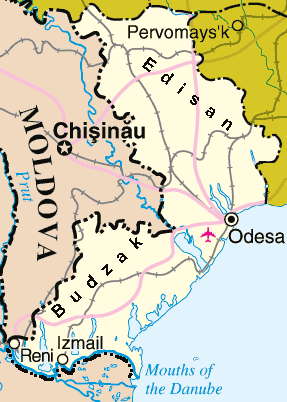
Karte der Oblast Odessa

| Rajon                       | Rajon                                                    | Verwaltungssitz       | Fläche | 2020 (überwiegend)          |
| deutsche Bezeichnung        | ukrainische Bezeichnung                                  | Transkription         | km²    | aufgegangen in              |
| --------------------------- | -------------------------------------------------------- | --------------------- | ------ | --------------------------- |
| Rajon Ananjiw               | Ананьївський район Ananjiwskyj rajon                     | Ananjiw               | 1.105  | Rajon Podilsk               |
| Rajon Arzys                 | Арцизький район Arzyskyj rajon                           | Arzys                 | 1.379  | Rajon Bolhrad               |
| Rajon Balta                 | Балтський район Baltskyj rajon                           | Balta                 | 1.317  | Rajon Podilsk               |
| Rajon Beresiwka             | Березівський район Beresiwskyj rajon                     | Beresiwka             | 1.637  | Rajon Beresiwka             |
| Rajon Bilhorod-Dnistrowskyj | Білгород-Дністровський район Bilhorod-Dnistrowskyj rajon | Bilhorod-Dnistrowskyj | 1.852  | Rajon Bilhorod-Dnistrowskyj |
| Rajon Biljajiwka            | Біляївський район Biljajiwskyj rajon                     | Biljajiwka            | 1.496  | Rajon Odessa                |
| Rajon Bolhrad               | Болградський район Bolhradskyj rajon                     | Bolhrad               | 1.364  | Rajon Bolhrad               |
| Rajon Ismajil               | Ізмаїльський район Izmajilskyj rajon                     | Ismajil               | 1.254  | Rajon Ismajil               |
| Rajon Iwaniwka              | Іванівський район Iwaniwskyj rajon                       | Iwaniwka              | 1.162  | Rajon Beresiwka             |
| Rajon Kilija                | Кілійський район Kilijskyj rajon                         | Kilija                | 1.359  | Rajon Ismajil               |
| Rajon Kodyma                | Кодимський район Kodymskyj rajon                         | Kodyma                | 0.818  | Rajon Podilsk               |
| Rajon Ljubaschiwka          | Любашівський район Ljubaschiwskyj rajon                  | Ljubaschiwka          | 1.100  | Rajon Podilsk               |
| Rajon Lyman                 | Лиманський район Lymanskyj rajon                         | Dobroslaw             | 1.487  | Rajon Odessa                |
| Rajon Mykolajiwka           | Миколаївський район Mykolajiwskyj rajon                  | Mykolajiwka           | 1.093  | Rajon Beresiwka             |
| Rajon Okny                  | Окнянський район Oknjanskyj rajon                        | Okny                  | 1.013  | Rajon Podilsk               |
| Rajon Owidiopol             | Овідіопольський район Owidiopolskyj rajon                | Owidiopol             | 0.815  | Rajon Odessa                |
| Rajon Podilsk               | Подільський район Podilskyj rajon                        | Podilsk               | 1.037  | Rajon Podilsk               |
| Rajon Reni                  | Ренійський район Renijskyj rajon                         | Reni                  | 0.861  | Rajon Ismajil               |
| Rajon Rosdilna              | Роздільнянський район Rosdilnjanskyj rajon               | Rosdilna              | 1.368  | Rajon Rosdilna              |
| Rajon Sachariwka            | Захарівський район Sachariwskyj rajon                    | Sachariwka            | 0.956  | Rajon Rosdilna              |
| Rajon Sarata                | Саратський район Saratskyj rajon                         | Sarata                | 1.475  | Rajon Bilhorod-Dnistrowskyj |
| Rajon Sawran                | Савранський район Sawranskyj rajon                       | Sawran                | 0.618  | Rajon Podilsk               |
| Rajon Schyrjajewe           | Ширяївський район Schyrjajiwskyj rajon                   | Schyrjajewe           | 1.502  | Rajon Beresiwka             |
| Rajon Tarutyne              | Тарутинський район Tarutynskyj rajon                     | Tarutyne              | 1.874  | Rajon Bolhrad               |
| Rajon Tatarbunary           | Татарбунарський район Tatarbunarskyj rajon               | Tatarbunary           | 1.748  | Rajon Bilhorod-Dnistrowskyj |
| Rajon Welyka Mychajliwka    | Великомихайлівський район Welykomychajliwskyj rajon      | Welyka Mychajliwka    | 1.436  | Rajon Rosdilna              |

## Größere Städte

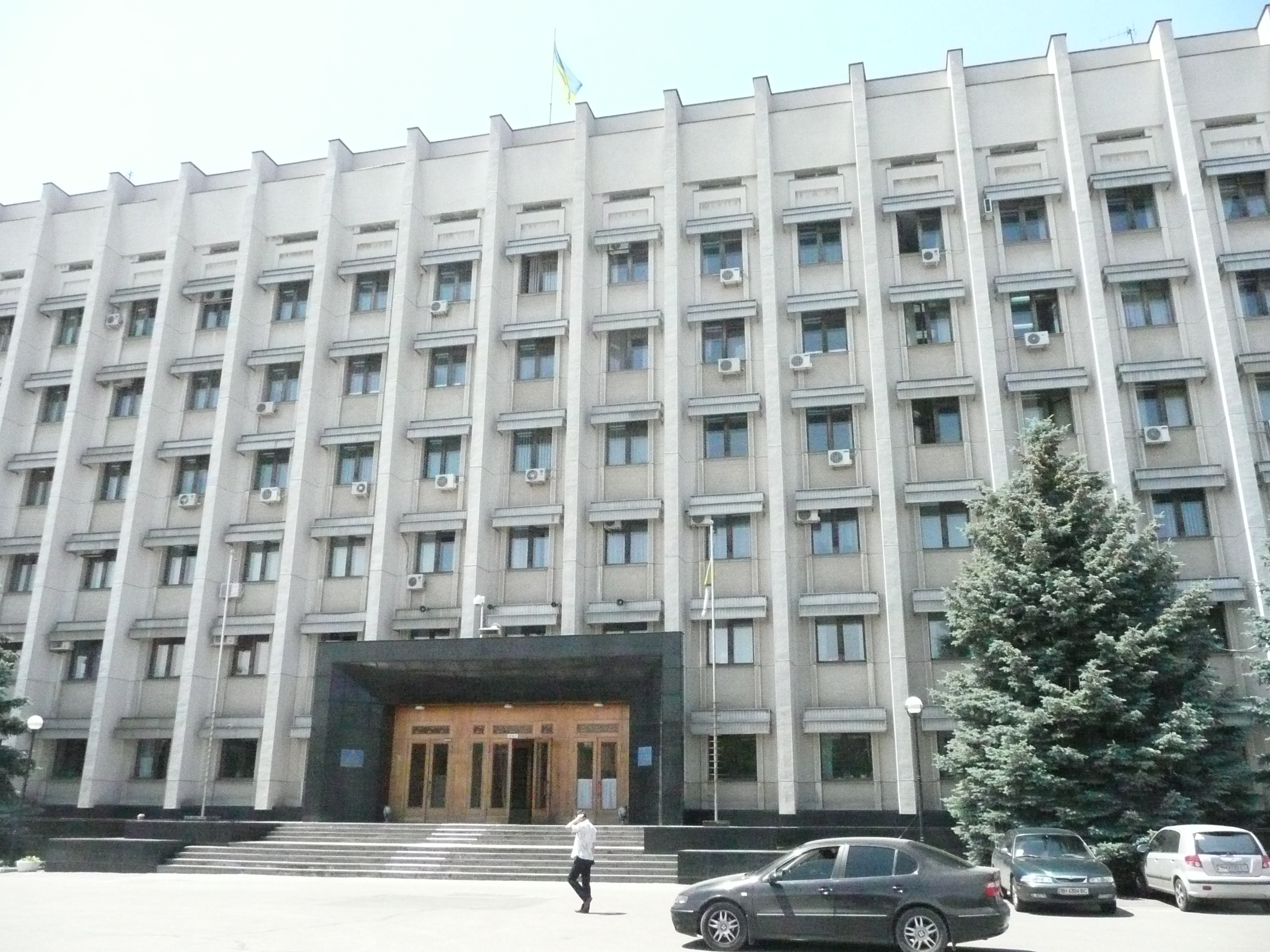
Verwaltungssitz der Oblast Odessa

| Stadt (Russischer Name in Klammern falls abweichend)                                     | Ukrainischer Name      | Russischer Name       | Rumänischer Name       | Einwohner 1. Januar 2021 |
| ---------------------------------------------------------------------------------------- | ---------------------- | --------------------- | ---------------------- | ------------------------ |
| Odessa                                                                                   | Одеса                  | Одесса                | Odessa                 | 1.015.826                |
| Ismajil (Ismail)                                                                         | Ізмаїл                 | Измаил                | Izmail (Oblucița)      | 0.070.731                |
| Tschornomorsk (Tschernomorsk)                                                            | Чорноморськ            | Чeрноморск            |                        | 0.058.524                |
| Bilhorod-Dnistrowskyj (Belgorod-Dnestrowski)                                             | Білгород-Дністровський | Белгород-Днестровский | Cetatea Albă           | 0.048.197                |
| Podilsk                                                                                  | Котовськ               | Котовск               | Bârzu                  | 0.039.662                |
| Juschne (Juschnoje)                                                                      | Южне                   | Южное                 | Iujnoi                 | 0.032.745                |
| Kilija                                                                                   | Кілія                  | Килия                 | Chilia Nouă            | 0.019.116                |
| Balta                                                                                    | Балта                  | Балта                 | Balta                  | 0.018.079                |
| Reni                                                                                     | Рені                   | Рени                  | Reni                   | 0.018.011                |
| Rosdilna (Rasdelneja)                                                                    | Роздільна              | Раздельная            | Răzdilna               | 0.017.593                |
| Bolhrad (Bolgrad)                                                                        | Болград                | Болград               | Bolgrad (Palada)       | 0.014.962                |
| Arzys (Arzis)                                                                            | Арциз                  | Арциз                 | Arciz (Arșița, Arțîz)  | 0.014.486                |
| Welykodolynske (Welikodolinskoje)                                                        | Великодолинське        | Великодолинское       | Dolina Mare            | 0.013.972                |
| Biljajiwka (Beljajewka)                                                                  | Біляївка               | Беляевка              | Beliaevca              | 0.012.477                |
| Owidiopol                                                                                | Овідіополь             | Овидиополь            | Ovidiopol              | 0.011.572                |
| Tatarbunary                                                                              | Татарбунари            | Татарбунары           | Tatarbunar (Tătărești) | 0.010.933                |
| Teplodar                                                                                 | Теплодар               | Теплодар              | Teplodar               | 0.010.081                |
| Beresiwka (Beresowka)                                                                    | Березівка              | Березовка             | Berezovca              | 0.009.527                |
| Ljubaschiwka (Ljubaschewka)                                                              | Любашівка              | Любашевка             | Liubașevca             | 0.008.876                |
| Kodyma                                                                                   | Кодима                 | Кодыма                | Codâma                 | 0.008.514                |
| Quellen: Ukrainisches Amt für Statistik, Seiten 34–36 und Sekundärquelle City Population |                        |                       |                        |                          |

## Bevölkerung

### Bevölkerungsentwicklung
Die Oblast wurde im Jahr 1932 gegründet und besteht in heutigem Umfang seit 1954. Seit der Entstehung gab es bis 1989 ein stetiges Wachstum. Seither nimmt die Einwohnerschaft ständig ab. Die städtische Bevölkerung sank seit 1989 um 9,79 %, die Zahl der Bewohner auf dem Land nahm um 13,49 % ab. Seit der Jahrtausendwende verlor der Oblast rund 142.000 Bewohner oder 5,67 % der Bevölkerung.
rot: Volkszählungen in der Sowjetunion (bis 1989) und der Ukraine (2001); grün: Schätzungen des Ukrainischen Statistisches Amtes, jeweils 1. Januar

### Volksgruppen
Zwar sind die Ukrainer innerhalb der Oblast deutlich in der Mehrheit. Doch gibt es mit den Russen, Bulgaren und Moldauern drei bedeutende Minderheiten und zahlreiche kleinere Minderheitengruppen. In den damaligen Rajons Arzis, Bolhrad und Tarutyne sind die Bulgaren die stärkste Volksgruppe, in der Stadt Ismajil die Russen und im Rajon Reni die Moldauer. In der Stadt Odessa leben 57,4 % (291.908 der 508537) Russen und stellen dort 28,9 % der Bevölkerung. Eine Mehrheit von 14.008 der 27.617 Gagausen lebt im Rajon Bolhrad.
| Jahr                                   | Ukrainer  | Ukrainer | Russen  | Russen  | Bulgaren | Bulgaren | Moldauer | Moldauer | Gagausen | Gagausen | Juden  | Juden  | Belarussen | Belarussen | Armenier | Armenier | Roma  | Roma   | Total     | Total    |
| Jahr                                   | Zahl      | %        | Zahl    | %       | Zahl     | %        | Zahl     | %        | Zahl     | %        | Zahl   | %      | Zahl       | %          | Zahl     | %        | Zahl  | %      | Zahl      | %        |
| -------------------------------------- | --------- | -------- | ------- | ------- | -------- | -------- | -------- | -------- | -------- | -------- | ------ | ------ | ---------- | ---------- | -------- | -------- | ----- | ------ | --------- | -------- |
| 2001                                   | 1.542.341 | 62,81 %  | 508.537 | 20,71 % | 150.683  | 6,14 %   | 123.751  | 5,04 %   | 27.617   | 1,12 %   | 13.386 | 0,55 % | 12.767     | 0,52 %     | 7.440    | 0,30 %   | 4.035 | 0,16 % | 2.455.666 | 100,00 % |
| Quelle: Ergebnis der Volkszählung 2001 |           |          |         |         |          |          |          |          |          |          |        |        |            |            |          |          |       |        |           |          |

Im Jahr 2001 war die Anzahl der Ukrainer, Gagausen und Roma nur unwesentlich höher als 1989. Durch den zwischen den Volkszählungen erfolgten Bevölkerungsrückgang stieg deren Anteil allerdings deutlich. Die Anzahl der Russen, Bulgaren, Moldauer, Juden und Belarussen ist seit 1989 erheblich gesunken, während die Anzahl der Armenier deutlich gestiegen ist.
| Nationalität | 1989 (%) | 2001 (%) | Veränderung (%) |
| ------------ | -------- | -------- | --------------- |
| Ukrainer     | 54,6     | 62,8     | 0+7,6 %         |
| Russen       | 27,4     | 20,7     | −29,3 %         |
| Bulgaren     | 06,3     | 06,1     | 0−9,1 %         |
| Moldauer     | 05,5     | 05,0     | −14,4 %         |
| Gagausen     | 01,0     | 01,1     | 0+0,9 %         |
| Juden        | 02,6     | 00,5     | −80,6 %         |
| Belarussen   | 00,8     | 00,5     | −39,9 %         |
| Armenier     | 00,2     | 00,3     | +42,9 %         |
| Roma         | 00,1     | 00,2     | 0+4,3 %         |

### Sprachen
Da viele Ukrainer in den Städten Russisch als Muttersprache angeben, gibt es beinahe ein Unentschieden der Sprachen Ukrainisch und Russisch. Allerdings ist Ukrainisch jetzt an die erste Stelle gerückt und hat Russisch auf Platz zwei verwiesen. Zwischen 1989 und 2001 stieg der Anteil der Menschen mit Ukrainisch als Muttersprache von 41,2 % auf 46,28 %, der Anteil der Personen mit Russisch als Muttersprache sank dagegen von 47,1 % auf 41,95 %. In den Städten Odessa und Ismajil gab es deutliche Mehrheiten für das Russische. In der Stadt Odessa leben 622.935 Ukrainer – doch gibt es nur 307.196 Sprecher des Ukrainischen. Somit sprechen mehr als die Hälfte aller ethnischen Ukrainer in der Stadt Russisch. Viele kleinere Minderheiten und insgesamt sogar 28,2 % der Ukrainer gaben Russisch als Muttersprache an.
| 2001                                   | 1.136.571 | 46,28 % | 1.030.090 | 41,95 % | 119.505 | 4,87 % | 92.740 | 3,78 % | 22.148 | 0,90 % | 2.455.666 | 100,00 % |
| Quelle: Ergebnis der Volkszählung 2001 |           |         |           |         |         |        |        |        |        |        |           |          |